# Jesper Tørring
Jesper Tørring (né le 27 septembre 1947 à Randers) est un athlète danois polyvalent, spécialisés dans le 110 m haies, le saut en longueur et le saut en hauteur, discipline où il réalise ses meilleurs résultats. Licencié à l'IK Skovbakken, il mesure 1,86 m pour 72 kg.

## Biographie
Lors de sa victoire aux championnats d'Europe de Rome, il réalise la seconde performance de tous les temps, sur le plan européen, derrière le soviétique Brumel (1).

### Palmarès
| Date | Compétition           | Lieu     | Résultat | Épreuve | Performance |
| ---- | --------------------- | -------- | -------- | ------- | ----------- |
| 1974 | Championnats d'Europe | Rome     | 1er      | Hauteur | 2,25 m      |
| 1976 | Jeux olympiques d'été | Montréal | 8e       | Hauteur | 2,18 m      |

### Records
| Épreuve     | Épreuve   | Performance | Lieu | Date |
| ----------- | --------- | ----------- | ---- | ---- |
| 110 m haies | Plein air | 13 s 7      |      | 1974 |
| Hauteur     | Plein air | 2,25 m      |      | 1974 |
| Hauteur     | Salle     | 2,18 m      |      |      |
| Longueur    | Plein air | 7,80 m      |      | 1971 |
| Longueur    | Salle     | 7,54 m      |      |      |